# Церковь Влахернской иконы Божией Матери в Кузьминках
Храм Влахернской иконы Божией Матери в Кузьминках — вотчинный храм в усадьбе Кузьминки, давший ей второе (официальное) название — Влахернское.
С 1995 года — православный храм, принадлежащий к Влахернскому благочинию Московской городской епархии Русской Православной Церкви.

## История
Первый деревянный храм в Кузьминках выстроен как домовая церковь дворянской семьи Строгановых в 1716—20 годах для хранения списка с Влахернской иконы, пожалованного в середине XVII века владельцам усадьбы Строгановым царём Алексеем Михайловичем. Считается, что оригинал образа написал евангелист Лука, и образ находился в одной из местностей Константинополя — Влахернах. Церковь была освящена в честь этой Влахернской иконы Божией Матери — семейной реликвии Строгановых. Один из приделов храма был освящён во имя святого — князя Александра Невского.

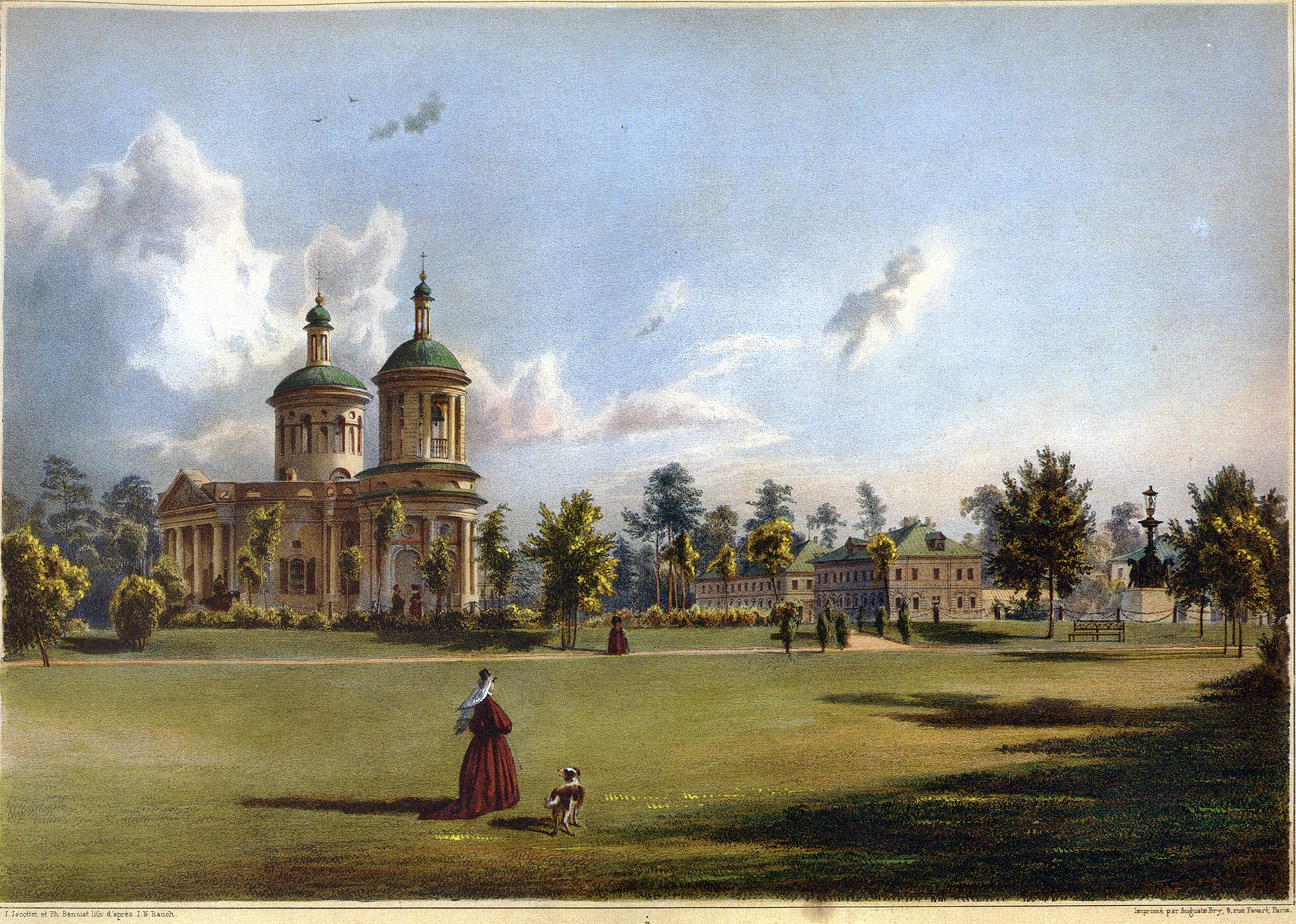
Влахернская церковь в 1840г. Картина Ж.Рауха.

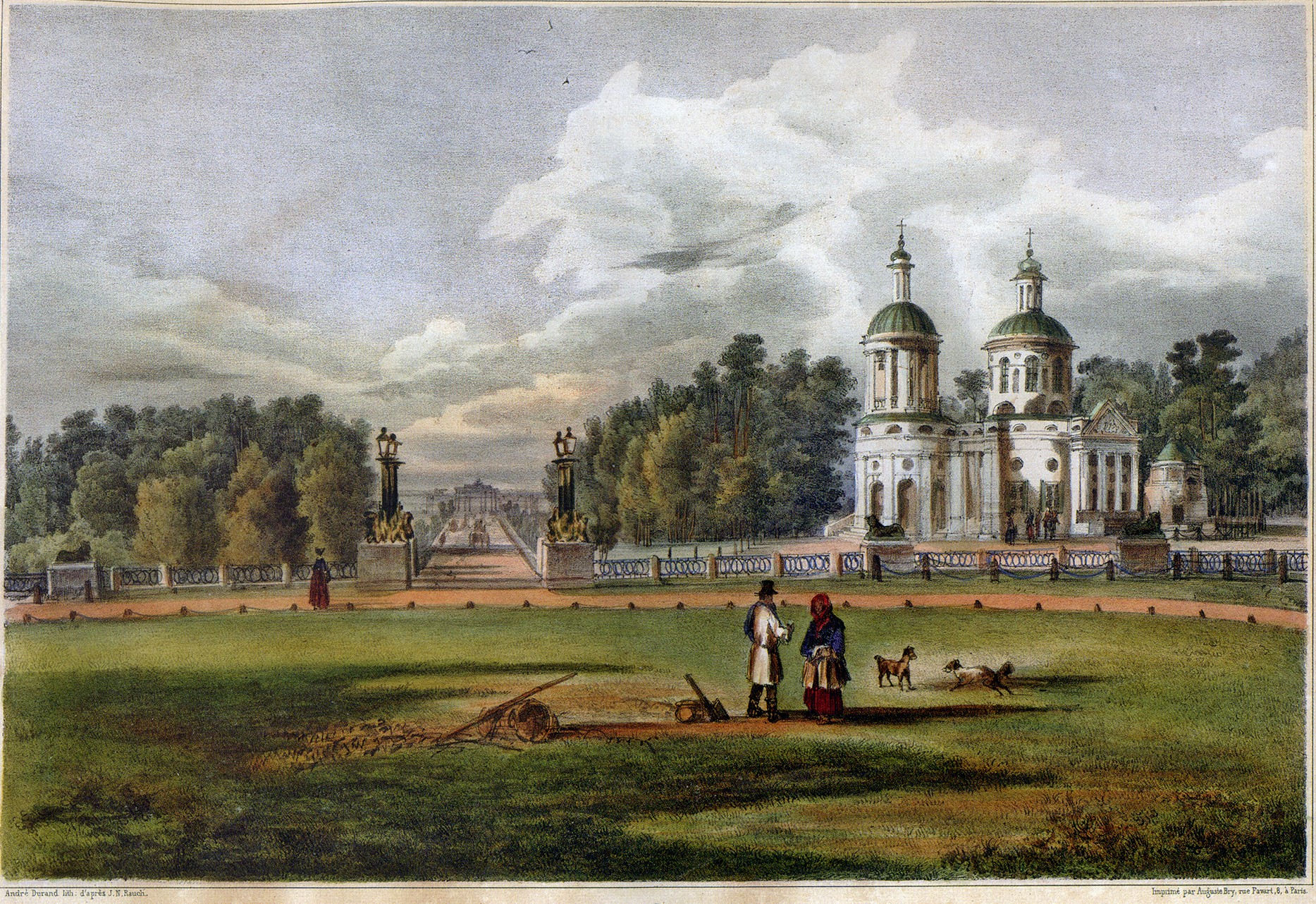
Вид Московского проспекта со стороны господского дома. 1840г. Картина Ж.Рауха.

В середине XVIII века сгорел деревянный Влахернский храм и новые владельцы — уже Голицыны — решили выстроить каменный вариант, но колокольня осталась деревянной. 
Строительство ныне существующего каменного здания в стиле раннего классицизма начал в 1759 г. новый владелец усадьбы князь М. М. Голицын. Вся церковь была освящена в 1774 году протоиереем Архангельского собора Петром Алексеевым. 
Однако скоро потребовался серьёзный ремонт. Он был завершен в 1784—87 гг. под руководством Родиона Казакова, который пристроил каменную колокольню и перестроил храм в стиле раннего классицизма c куполом-ротондой. Расписывал Влахернский храм Антонио Клауди.
В храме перед Влахернской иконой горела хрустальная лампада, частица Ризы Господней хранились в серебряном позолоченном ковчежце с бриллиантами. 
Так как вокруг не было крупного поселения храм не имел постоянного прихода — его прихожанами были господа и их дворовые, служащие усадьбы Кузьминки.
В 1775 году в Кузьминки Голицыных приезжала императрица Екатерина II, она отстояла службу в Влахернском храме и отобедала в доме М.М.Голицына.
В 1812 году храм (как и усадьба Голицыных) был разорён наполеоновскими войсками. Позже вычинен под присмотром Д. Жилярди, заново освящён в 1813 году. Позже в храме появилось несколько скульптур работы И.П.Витали.

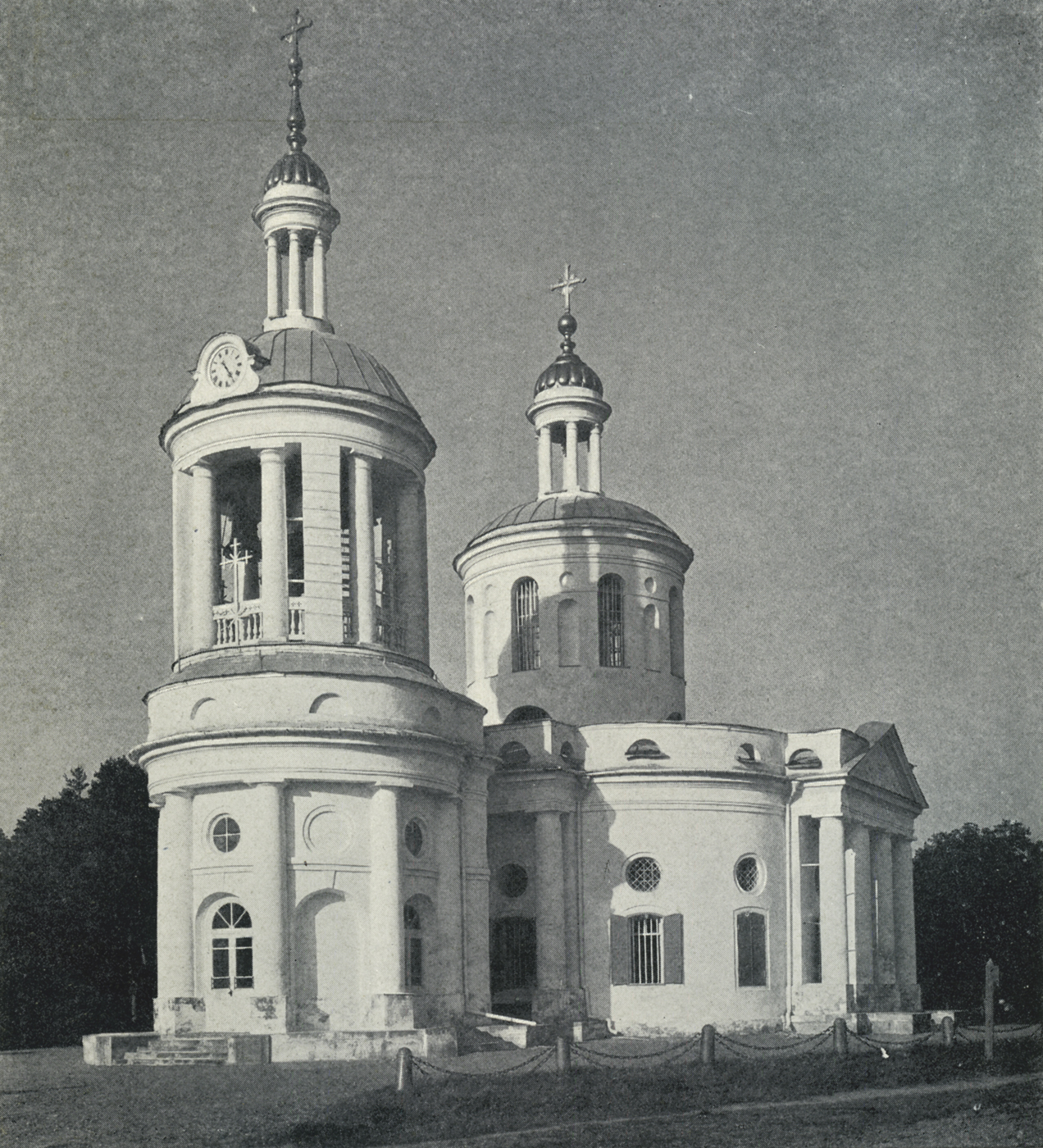
Церковь Влахернской Богоматери в 1900-е годы.

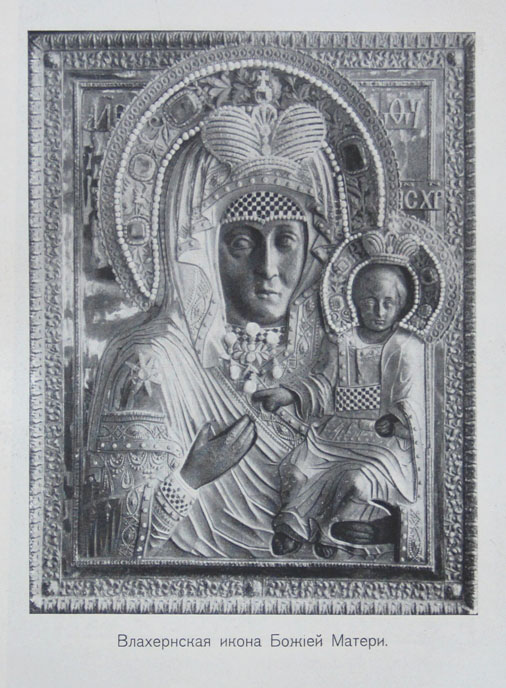
Влахернская икона из храма (фото из книги 1913 года.)

В 1829 году владелец усадьбы князь Сергей Михайлович Голицын решил обновить храм и организовал в нём второй придел во имя Сергия Радонежского. Для фамильной усыпальницы построили рядом ротонду-мавзолей, но по назначению объект никогда не использовался и стала ризницей.
Фамильный склеп и конусообразное хранилище при ризнице построил в 1830 году архитектор Доменико Жилярди.
В 1837 году Кузьминки посетил цесаревич Александр Николаевич, наследник престола отстоял в Влахернской церкви молебен. Второй раз царь Александр II побывал в церкви в 1858 году, приехав в гости к С.М.Голицыну. 
Каждый год 2 июля С.М.Голицын устраивал торжества в честь храмового праздника. Местные крестьяне освобождались от работ и шли молиться в усадебную церковь.
В середине XIX века на колокольне были установлены часы, а в главном храме и его приделах выполнены новые мраморные иконостасы по рисункам М. Д. Быковского, который был учеником и помощником Д. Жилярди в 1817-1823 гг.
В 1859 году умирает владелец усадьбы Кузьминки С.М.Голицын — по завещанию его похоронили в Сергиевском приделе Влахернской церкви. 
Новый владелец усадьбы и храма Сергей Михайлович Голицын (второй) мало занимался усадьбой, но был старостой Влахернской церкви и в 1903 году пожертвовал храму богатую церковную утварь, также следя за его состоянием.
В 1880-е году настоятелем храма был священник Димитрий Зверев. В 1888 году новым настоятелем стал священник Николай Порецкий, женивщийся на дочере преведущего настоятеля. В 1890 году в храме побывал отец Иоанн Кронштадтский.
В 1899-1900гг в храме велись ремонтные работы под наблюдением архитектора К.М.Быковского — появился обновлённый иконостас — мраморный в виде двойной колоннады.
В 1913 году протоиерей Николай Порецкий выпустил свою книгу «Село Влахернское, имение князя С.М. Голицына», основанную на его архивных изысканиях.
Последний владелец усадьбы Кузьминки c 1915 года — Сергей Сергеевич Голицын (1871-1918). В 1916 году главный дом усадьбы (где был устроен госпиталь) сгорел.
В 1922 году из Влахернского храма коммунисты изъяли драгоценности, а здание захотели отдать под техническую базу. Но священнику Николаю Порецкому удалось отстоять церковь.
В 1926 году власти снова поставили вопрос о закрытии храма, но снова удалось отстоять храм благодаря действиям священника Порецкого и прихожан.
В 1928 году Президиум Московского Совета постановил закрыть церковь, а здание передать Институту Экспериментальной Ветеринарии «для использования в культурно-просветительских целях». Данные цели потребовали кардинальной перестройки здания храма, представлявшего памятник классицизма. По преданию, председатель поселкового совета, снимавший крест с купола церкви, сорвался и разбился насмерть. 
В 1929 году памятник архитектуры был обезображен надстройкой третьего этажа с балконами. Внутри храма поместилось общежитие, потом - контора научного института; в стенах были прорублены новые окна. Осенью 1929 уничтожили колокольню.. Могилу С.М. Голицына тоже уничтожили. А Влахернскую икону передали в Успенский храм в Вешняках, а позже — в Третьяковскую галерею.
В 1929 года ОГПУ вынесло постановление об аресте священника Н.Порецкого, который виновным себя не признал. В ноябре 1929 Коллегия ОГПУ приговорила отца Николая к ссылке в Северный край на пять лет, где он и умер в возрасте 68 лет в городе Шенкурск Архангельской области в 1933 году. Священномученик Николай прославлен в лике святых новомучеников и исповедников Российских Архиерейским Собором Русской Православной Церкви 13−16 августа 2000г.
К 1980 году церковь была доведена до ужасного состояния.
После передачи в распоряжение Русской православной церкви церковь и колокольня(восстановлена) отреставрированы к середине 1990-х годов.

## Современность
Храм назван в честь Влахернской иконы Божьей Матери, которая сохранилась до наших дней в Третьяковской галерее. 2 (15) июля отмечается праздник Влахернской иконы (престольный праздник храма Влахернской иконы Божией Матери в Кузьминках).

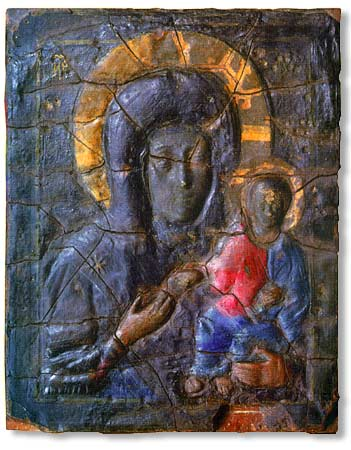
Строгановский список Влахернской иконы.
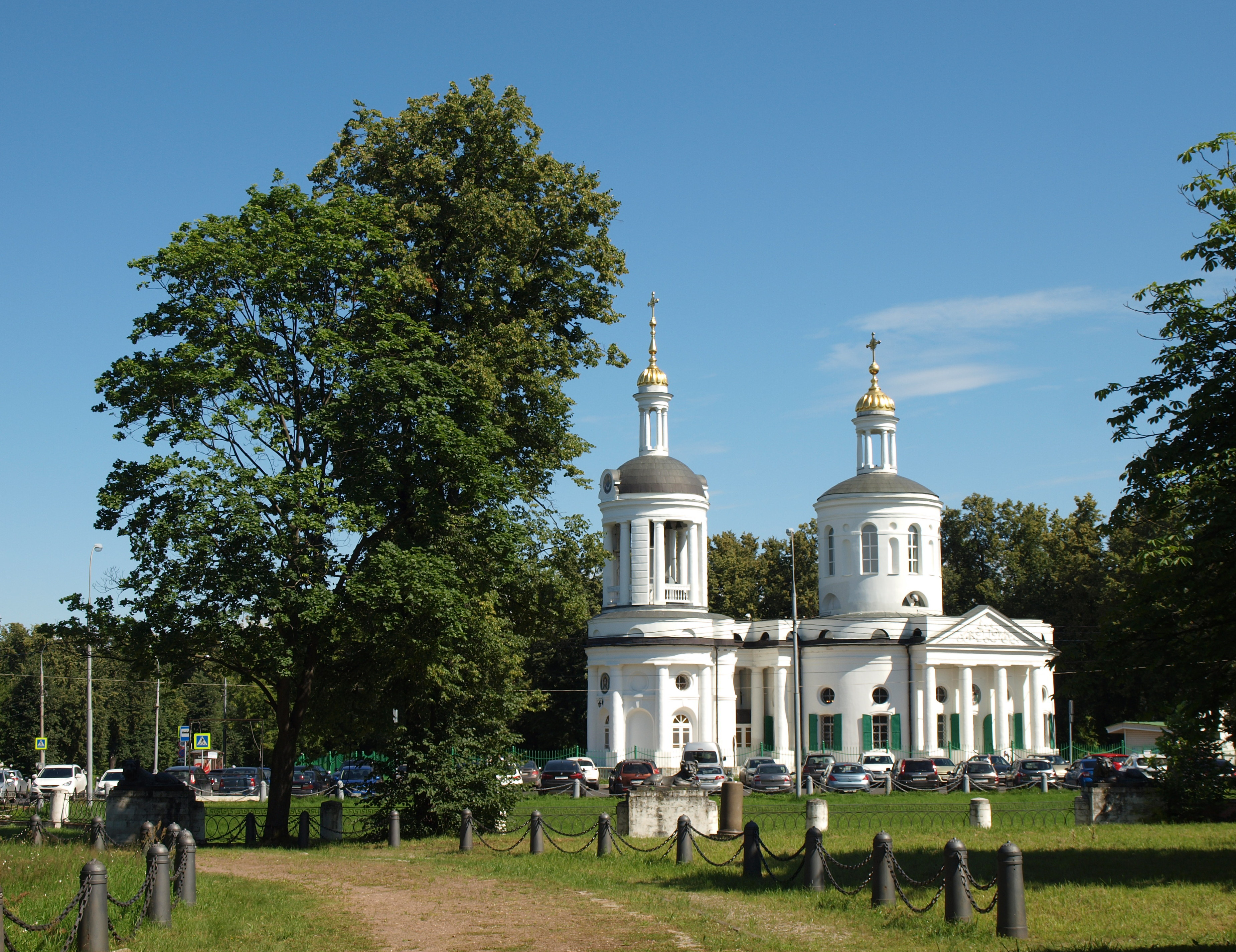
Влахернская церковь. Вид со стороны усадьбы. 2017 г.
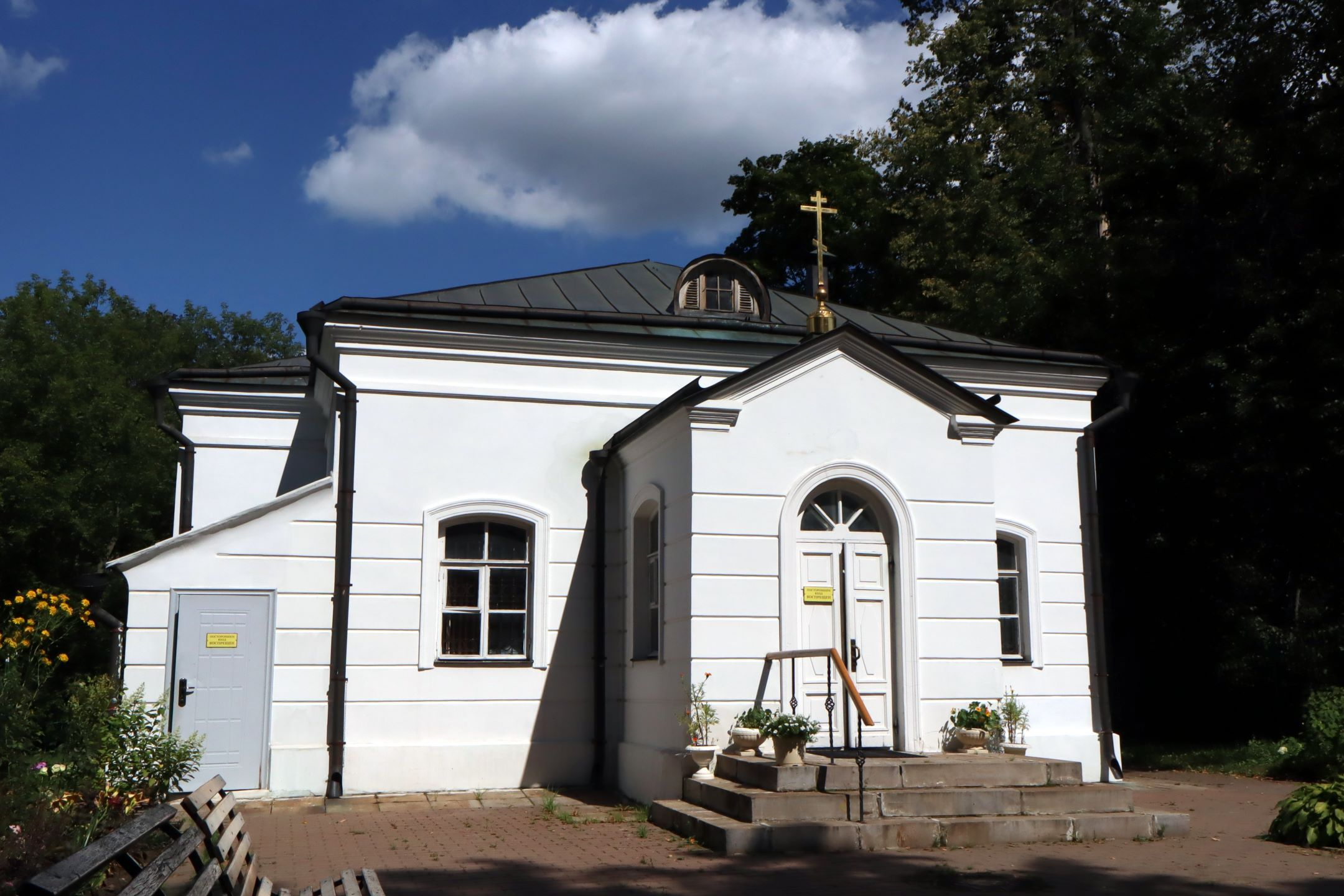
Баптистерий при церкви. 2022 г.

Приделы храма посвящены святым Александру Невскому (покровитель барона Александра Григорьевича Строганова) и Сергию Радонежскому (покровитель его потомка князя Сергея Михайловича Голицына, который похоронен тут же). В храме регулярно проводятся службы, а также обряд крещения.
Ныне храм находится на территории района Выхино-Жулебино, недалеко от границы с районом Кузьминки, по адресу: Кузьминская улица, дом 7, стр. 1 (рядом конечная автобуса N725).

## Духовенство
- Настоятель храма протоиерей Александр Кашкин
- Протоиерей Марк Соукуп
- Протоиерей Виталий Баранов
- Иерей Алексий Хилов
- Иерей Алексий Шутков
- Иерей Георгий Свирин
- Диакон Александр Курицын
- Диакон Анатолий Погребной